# Mimema tricolor
Mimema tricolor is een keversoort uit de familie kerkhofkevers (Monotomidae). De wetenschappelijke naam van de soort werd in 1861 gepubliceerd door Thomas Vernon Wollaston.